# Eckville
Eckville är en ort i Kanada.   Den ligger i provinsen Alberta, i den centrala delen av landet, 2 900 km väster om huvudstaden Ottawa. Eckville ligger 915 meter över havet och antalet invånare är 1 125.
Terrängen runt Eckville är huvudsakligen platt. Eckville ligger nere i en dal. Runt Eckville är det ganska tätbefolkat, med 83 invånare per kvadratkilometer.. Närmaste större samhälle är Sylvan Lake, 19,6 km öster om Eckville.
Trakten runt Eckville består till största delen av jordbruksmark.